# Diego Antonio Rejón de Silva
Diego Antonio Rejón de Silva (Madrid, 1754 - Múrcia, 1796), pintor, escriptor, lexicògraf i traductor espanyol.

## Biografia
El seu pare, Diego Ventura Rejón y Lucas, descendent de la vella noblesa murciana i autor de la novel·la picaresca Aventuras de Juan Luis. Historia divertida que puede ser útil (1781), s'havia establert molt jove a Madrid on va contreure matrimoni amb Antonia Barciela. Maestrante de Granada i oficial d'una Secretaria d'Estat de Carles III, va ser acadèmic de nombre de la Reial Acadèmia de la Llengua des de 1786 (butaca X) i el seu consiliari, a més de membre honorari de la Real de Belles Arts de Sant Ferran. Va escriure el poema didàctic en tres cants La Pintura (1786) i va traduir els tractats sobre la pintura de Leonardo da Vinci i Leon Battista Alberti. També se li deu un Diccionario de las nobles artes (1788) que té la virtut de documentar cada paraula amb cites d'autors espanyols.

## Obres
- La Pintura: Poema didactico en tres cantos, Segovia: Antonio Espinosa de los Monteros, 1786. Hay ed. facsímil de Murcia: Consejería de Cultura y Educación, 1985.
- Diccionario de las nobles artes para instrucción de los aficionados, y uso de los profesores. Contiene todos los términos y frases facultativas de la Pintura, Escultura, Arquitectura y Grabado, y los de la Albañilería o Construcción, Carpintería de obras de fuera, Montea y Cantería, etc. con sus respectivas autoridades sacadas de Autores Castellanos, según el método del Diccionario de la Lengua compuesto por la Real Academia Española..., Segovia: Antonio Espinosa de los Monteros, 1788.
- Disertaciones de la Academia Real de las Inscripciones y Buenas Letras de Paris, Madrid: Antonio de Sancha, 1782, 3 vols.
- Trad. de Leonardo da Vinci i Leon Battista Alberti, El Tratado de la Pintura, por Leonardo de Vinci, y los tres libros que sobre el mismo arte escribió León Bautista Alberti, traducidos e ilustrados con algunas notas, Madrid: Imprenta Real, 1784, reimpreso en la misma imprenta y lugar en 1827.

## Fuentes
- C. de la Peña Velasco, Aspectos biográficos y literarios de Diego Antonio Rejón de Silva, Murcia, 1985.